# Ostfriesland (Schiff, 1911)
Die Ostfriesland war ein Großlinienschiff (Schlachtschiff) der Helgoland-Klasse der Kaiserlichen Marine. Benannt ist sie nach der gleichnamigen Region im Nordwesten Deutschlands. Am 21. Juli 1921 wurde es als Zielschiff der Marine der Vereinigten Staaten versenkt.

## Die ersten Jahre
Sie wurde mit Einrichtungen für einen Geschwaderstab versehen und von der ostfriesischen Fürstin zu Innhausen und Knyphausen getauft. Nach der Indienststellung am 1. August 1911 dauerten die Probefahrten nur bis zum 15. September. Bereits am 22. September wurde die Ostfriesland dem I. Geschwader zugeteilt. Ab November nahm sie an Geschwader- und Flottenübungen teil. Kommandant vom 1. August 1911 bis 23. August 1915 war Kapitän zur See Walter Engelhardt.
Am 29. April 1912 stieg Geschwaderchef Vizeadmiral Hugo von Pohl von der Westfalen auf die Ostfriesland über, die damit Geschwaderflaggschiff wurde. Am 29. September 1912 übergab von Pohl die Geschwaderführung an Konteradmiral Wilhelm von Lans, der am 27. Dezember 1913 zum Vizeadmiral aufstieg. Im Schießjahr 1912/13 erhielt das Schiff den Kaiserschießpreis des I. Geschwaders.
Die Ostfriesland nahm trotz der politischen Spannungen an der seit langem geplanten, am 13. Juli 1914 beginnenden Norwegenreise der gesamten Hochseeflotte teil. Nach dem vorzeitigen Abbruch traf sie kurz vor dem Kriegsbeginn am 29. Juli 1914 wieder in Wilhelmshaven ein. Im Oktober 1914 wurden zwei damals als Ballonabwehrgeschütze bezeichnete Flak eingebaut.

## Kriegseinsätze

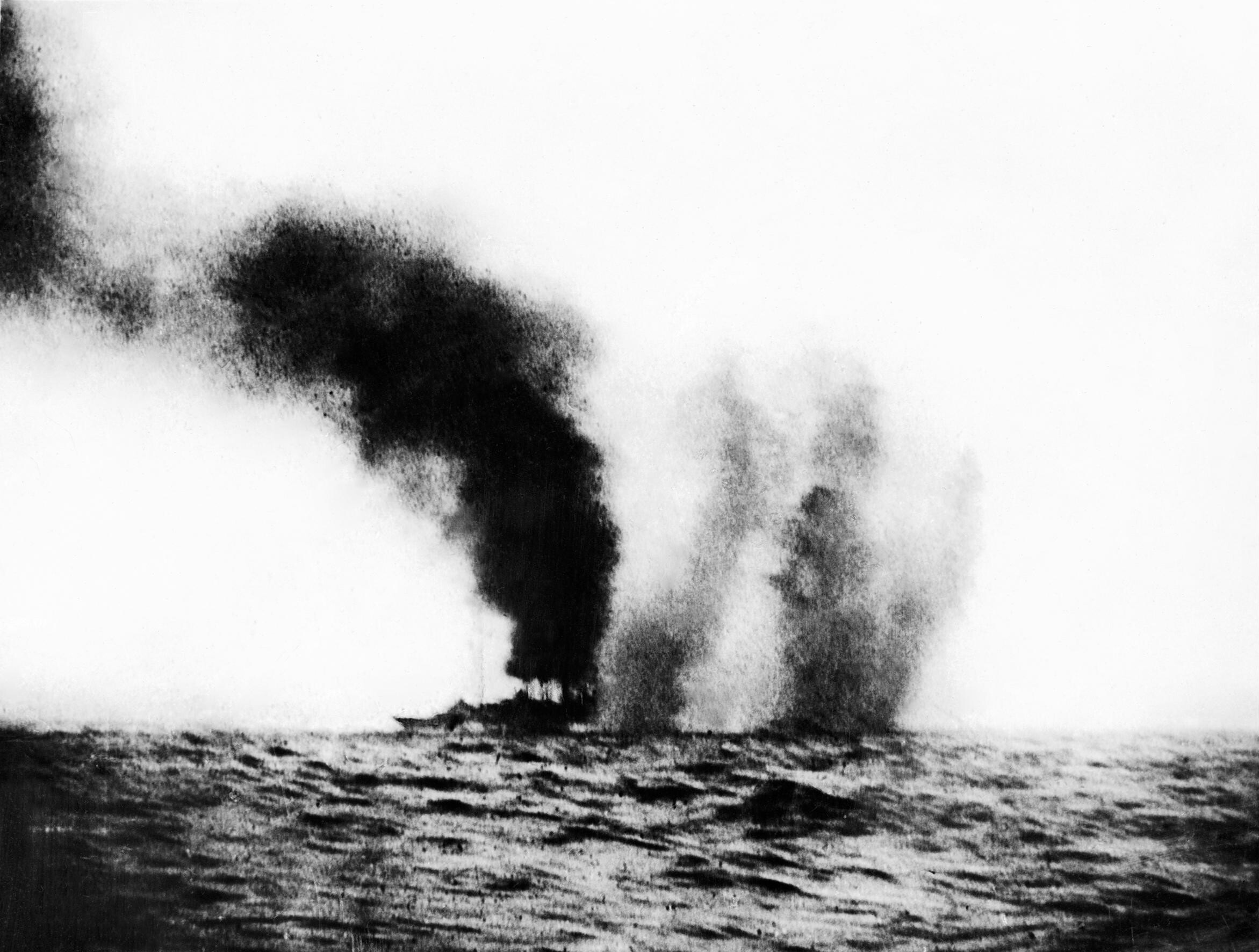
Die Birmingham unter Beschuss in der Skagerrakschlacht

Mit dem Geschwader bildete sie am 2./3. November 1914 eine Auffangstellung auf der Schillig-Reede und am 15./16. Dezember 1914 eine Auffangstellung auf der Doggerbank. Am 24. Dezember 1915 lief sie mit dem I. und II. Geschwader aus, um die Kreuzer nach dem Gefecht auf der Doggerbank zu empfangen. Die Kreuzer kamen um 15.25 Uhr in Sicht, und um 19:05 Uhr ankerte das I. Geschwader ohne Feindberührung wieder auf Schillig-Reede.
Am 16. Februar 1915 wurde Vizeadmiral Richard Eckermann neuer Geschwaderchef. Am 29./30. März, am 17./14. April, am 17./18. Mai und am 29./30. Mai war sie erneut bei Geschwadereinsätzungen in See. Am 4. August 1915 lief sie mit dem I. Geschwader in die Ostsee ein und deckte anschließend den deutschen Einbruchsverband beim Vorstoß in die Rigaer Bucht. Am 26. August war Wilhelmshaven wieder erreicht. Am selben Tag übernahm Vizeadmiral Ehrhard Schmidt das I. Geschwader.
Es folgten weitere Flottenvorstöße am 11./12. September und 23./24. Oktober 1915. 1916 schlossen sich Unternehmungen am 5./7. März, 25./26. März, 21./22. April und 24./25. April an. Am 31. Mai/1. Juni 1916 kam es zum Zusammenstoß mit der Royal Navy in der Skagerrakschlacht. Während der Operation war die Ostfriesland das Führungsschiff des I. Geschwaders und das neunte Schiff in der Linie der 24 Großkampfschiffe. Das I. Geschwader bildete das Zentrum der deutschen Linie, hinter den acht Schlachtschiffen der König- und Kaiser-Klasse. Die Ostfriesland führte die Flagge von Vizeadmiral Erhardt Schmidt, dem Geschwaderkommandeur während der Schlacht und stellvertretenden Befehlshaber von Scheer. Im Laufe der Schlacht war sie an der Versenkung eines britischen Zerstörers und des Panzerkreuzers Black Prince beteiligt.
Am 31. Mai um 17:45 Uhr befahl Scheer eine  Gefechtskehrtwende nach Backbord, um seine Schiffe näher an die britischen Schlachtkreuzer heranzubringen. Eine Minute später wurde der Befehl zur Feuereröffnung gegeben. Während die führenden Schlachtschiffe das britische Schlachtkreuzergeschwader bekämpften, feuerten Ostfriesland und zehn weitere Schlachtschiffe auf das britische 2. Leichte Kreuzer-Geschwader. Ostfriesland, Kaiser und Nassau griffen den Leichten Kreuzer Southampton an, aber nur die Nassau erzielte einen Treffer. Nach etwa 15 Minuten verlagerte die Ostfriesland das Feuer auf Birmingham und Nottingham, traf aber erneut nicht. Kurz nach 19:15 Uhr kam das britische Schlachtschiff Warspite in Reichweite und die Ostfriesland eröffnete um 19:25 Uhr das Feuer mit ihren Hauptbatteriegeschützen auf Entfernungen von 9.900 bis 13.700 m. Sie erzielte Treffer mit ihrer dritten und vierten Salve. Die Warspite wurde in diesem Zeitraum von insgesamt dreizehn schweren Granaten getroffen.
Um 20:15 Uhr sah sich die deutsche Kampflinie ein zweites Mal der gesamten aufgestellten Grand Fleet gegenüber. Scheer befahl um 20:17 Uhr eine erneute Gefechtskehrtwende, die durch einen Angriff der Schlachtkreuzer der I. Aufklärungsgruppe und einen Torpedobootangriff gedeckt wurde. Gegen 23:30 Uhr formierte sich die deutsche Flotte wieder zur Nachtfahrtformation. Die Ostfriesland war nun das achte Schiff der 24 Schiffe umfassenden Linie. Eine Stunde später trafen die führenden Einheiten der deutschen Linie auf britische kleinere Schiffe und es kam zu einem heftigen Feuergefecht aus nächster Nähe. Gegen 01:10 Uhr stieß der Panzerkreuzer Black Prince auf die deutsche Linie. Die Thüringen leuchtete das Schiff mit ihren Scheinwerfern an und beschoss es mit Salven von 30,5-cm-Geschossen. Die Ostfriesland feuerte mit ihren 15-cm-Geschützen und die Kaiser feuerte sowohl 30,5-cm- als auch 15-cm-Geschütze ab. Innerhalb von weniger als einer Minute zerfetzten zwei gewaltige Explosionen den britischen Panzerkreuzer und töteten die gesamte 857 Mann starke Besatzung. Im Verlauf der Schlacht feuerte die Ostfriesland 111 Granaten aus ihrer Hauptbatterie, 101 Granaten aus ihren 15-cm-Kanonen und eine einzige 8,8-cm-Granate ab. Beim Rückmarsch lief sie um 06:20 Uhr mit ihrer Steuerbordseite auf eine Mine, die wahrscheinlich der britischer Zerstörer Abdiel am 4. Mai gelegt hatte, was zu einem erheblichen Wassereinbruch führte. Ihre Verluste beliefen sich auf einen Toten und zehn Verwundete. Die Minenexplosion riss ein Loch von 12,2 m × 4,9 m. Mit einer Anti-U-Boot-Eskorte aus zwei Zerstörern und einem Torpedoboot fuhr sie nun langsam Richtung Wilhelmshaven. Schließlich wurde die Eskorte durch ein Wasserflugzeug verstärkt, das um 12:20 Uhr ein vermeintliches britisches U-Boot entdeckte. Die Ostfriesland drehte ab, wodurch das Torpedoschott, das durch die Minenexplosion leicht beschädigt worden war, aufgerissen wurde. Mehr Wasser drang in das Schiff ein und verursachte eine Schlagseite von 4,75 Grad nach Steuerbord, was das Schlachtschiff zwang, die Geschwindigkeit erneut zu verringern. Um 14:20 Uhr forderte das Schiff die Hilfe eines Pumpenschiffs an, aber um 14:45 Uhr war die Überflutung unter Kontrolle. Das Schiff konnte seine Geschwindigkeit allmählich auf 10 Knoten (19 km/h) erhöhen und erreichte um 18:15 Uhr den Hafen von Wilhelmshaven. Bis zum 25. Juli lag sie in der Kaiserlichen Werft Wilhelmshaven.
Am 18./20. August, 25./26. September und 18./20. Oktober nahm sie wieder an Flottenvorstößen teil. Das Jahr 1917 verlief verhältnismäßig ereignislos mit Vorpostendienst und Stichfahrten. Mit dem Abschluss der Kämpfe um die Baltischen Inseln traf das I. Geschwader am 28. Oktober im Putziger Wiek ein, am 29. lief die Ostfriesland zusammen mit der Thüringen weiter nach Arensburg. Am 2. November trat man den Rückmarsch an.
Am 22. Januar 1918 bestieg Vizeadmiral Friedrich Boedicker als neuer Geschwaderchef das Schiff. Am 23./24. April nahm es am letzten Nordseevorstoß der Hochseeflotte teil. Von März 1918 bis Kriegsende übernahm der Kapitän zur See Hans Herr als Kommandant das Schiff. Am 8. August traf es im Rahmen eines für das Unternehmen Schlußstein unter Vizeadmiral Boedicker zusammengestellten Sonderverbandes in der westlichen Ostsee ein. Am 23. August kehrte die Ostfriesland wieder nach Wilhelmshaven zurück. Am 2. Oktober stand sie mit dem I. Geschwader zur Aufnahme der Flandern-U-Boote bereit.
Am 3. November, nach dem aufgegebenen Flottenbefehl vom 24. Oktober 1918, lief das Geschwader in der Elbmündung ein und machte in der Schleuse von Brunsbüttel fest. Am 6. November wurde die Befehlsgewalt vom Soldatenrat übernommen. Am 9. November lief das Geschwader wieder in Wilhelmshaven ein. In der Zeit vom 21. bis zum 25. November erfolgte die Desarmierung der Ostfriesland. Das Geschwaderkommando wurde am 30. November aufgelöst. Das Schiff diente als Stammschiff für die Besatzungen des Geschwaders und wurde am 16. Dezember 1918 außer Dienst gestellt.
Nach den Waffenstillstandsbedingungen war das Großlinienschiff nicht für die Internierung in Scapa Flow vorgesehen. Am 5. November 1919 wurde die Ostfriesland aus der Liste der Kriegsschiffe gestrichen. Erst die Nachforderungen der Alliierten führten zur Auslieferung an die Vereinigten Staaten. Am 7. April 1920 lief sie mit deutscher Besatzung aus Wilhelmshaven aus und kam am 9. April in Rosyth (Schottland) an, wo sie als Reparationsschiff „H“ von der United States Navy übernommen wurde. Zur Überführung in die USA stellte die US Navy das Schiff am 7. April 1920 in Dienst. Nach der Ankunft in New York wurde sie am 20. September 1920 außer Dienst gestellt.

## Verbleib
Am 4. Januar 1921 verließ sie New York City zu ihrer letzten Fahrt, um vor Virginia Beach bei Cape Henry zur Erprobung von Fliegerbomben als Zielschiff zu dienen. Am 20. Juli 1921 erfolgte der erste Angriff mit Martin-Bombern. Dabei wurden 69 Bomben von 115 bis über 900 Kilogramm Gewicht abgeworfen. Das in der See dümpelnde und mit auffälligen Markierungen gekennzeichnete Schiff erhielt 13 Treffer. Beim zweiten Angriff am 21. Juli trafen drei von elf Bomben. Aufgrund von Lecks sackte das Wrack innerhalb von vier Stunden vorn um einen Meter und achtern um 0,30 Meter tiefer.
Beim dritten Angriff mit Flugzeugen vom Typ Handley Page H.P.16 fielen sechs Bomben von bis zu 906 Kilogramm Gewicht. Naheinschläge bewirkten, dass sich das Schiff auf die Seite drehte und innerhalb von zehn Minuten unterging. Das Wrack liegt immer noch an der Untergangsstelle auf der Position 37° 9′ 8″ N, 74° 34′ 3″ W in etwa 125 m Tiefe.
Die Ostfriesland war das erste Schlachtschiff, das durch Luftangriffe versenkt wurde. Der von General Billy Mitchell durchgeführte Test belegte die Verwundbarkeit von Großkampfschiffen durch Luftangriffe. Die US Navy zog seinerzeit aber keine Schlüsse aus dem Test.

## Bilder

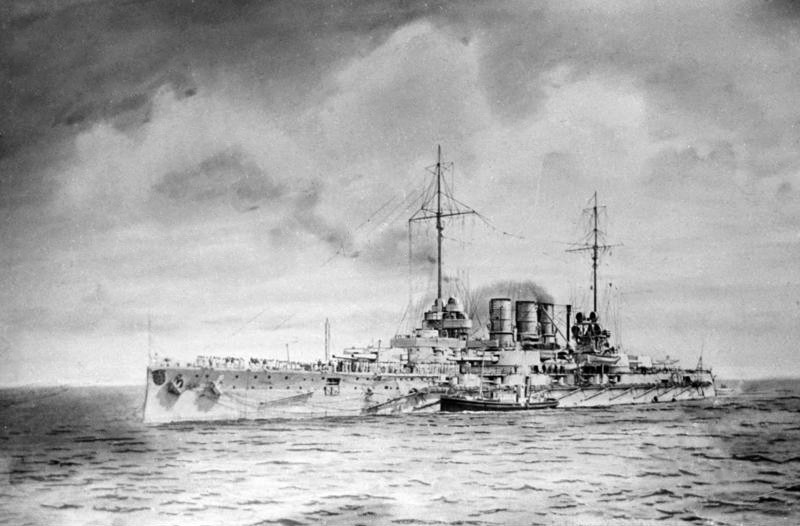
Zeichnung der Ostfriesland, 1911
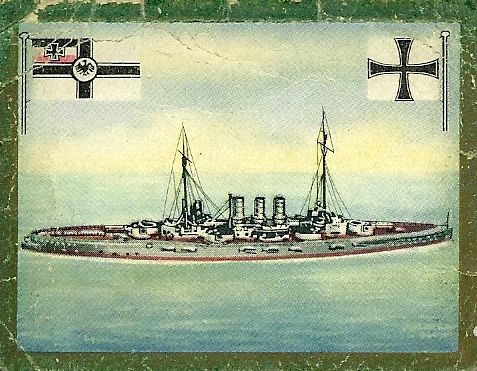
Die Ostfriesland auf einem Zigaretten-Sammelbild
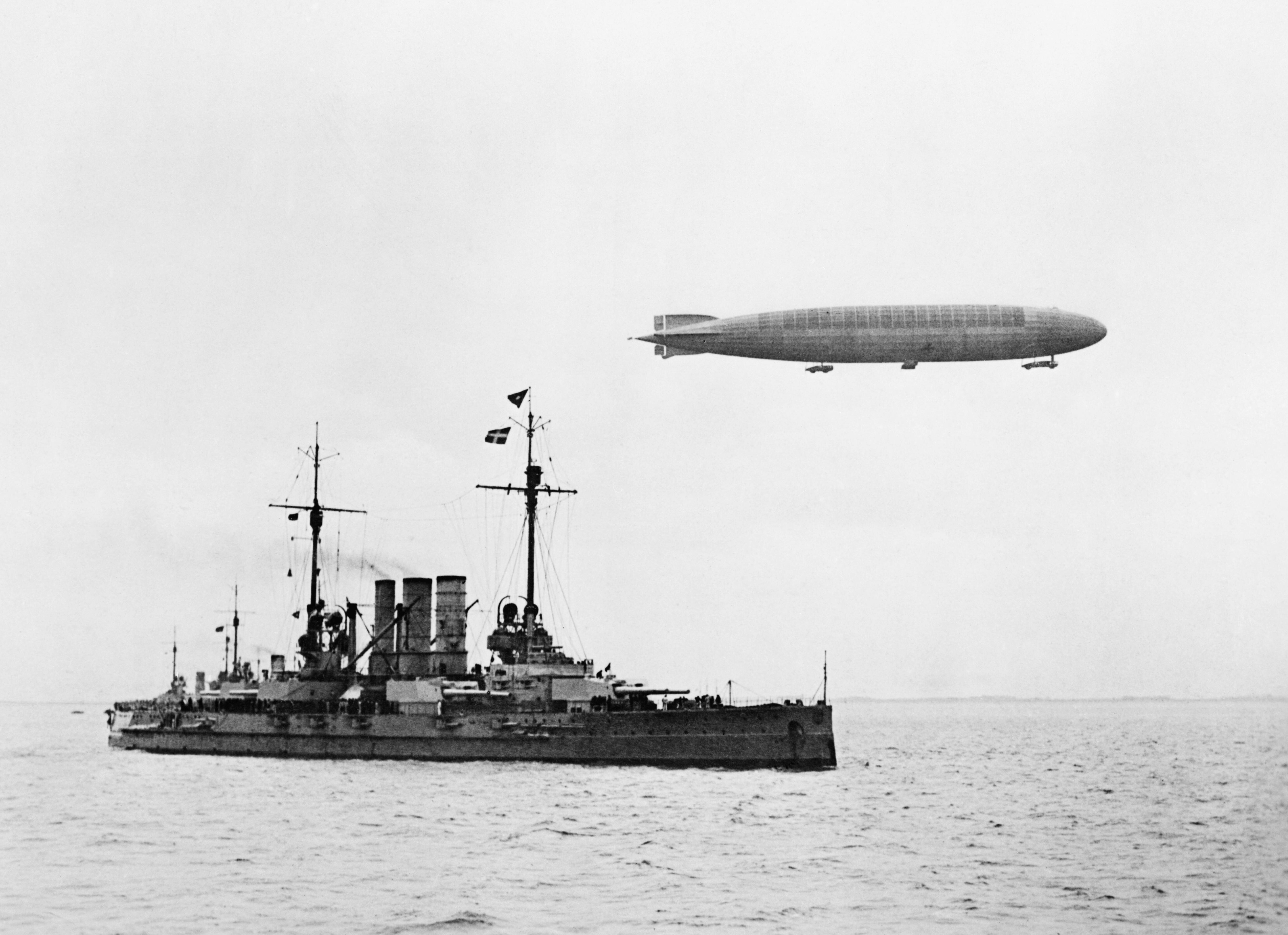
Die Ostfriesland mit L 31
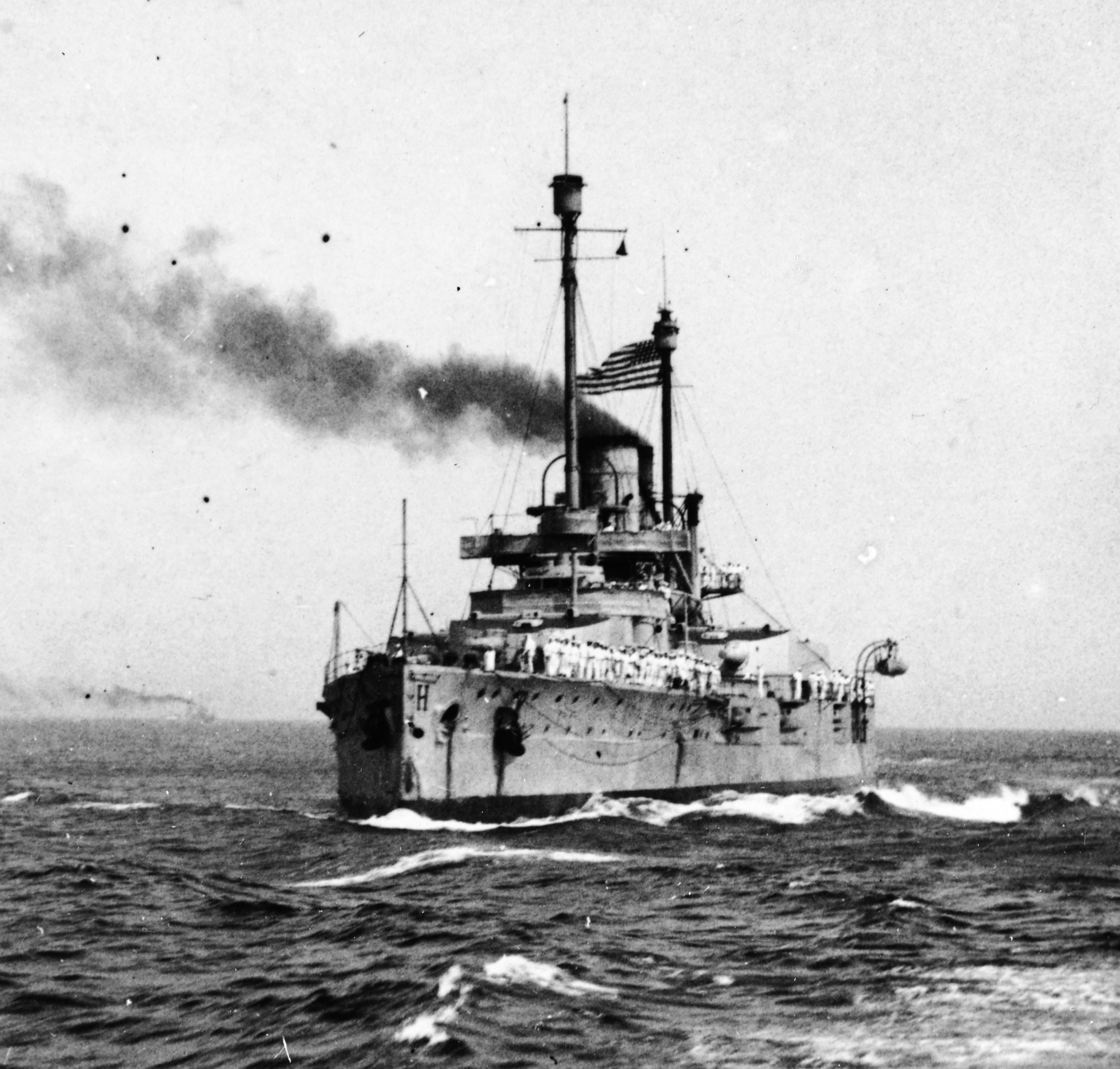
Die Ostfriesland im September 1920

### Bombentests 1921

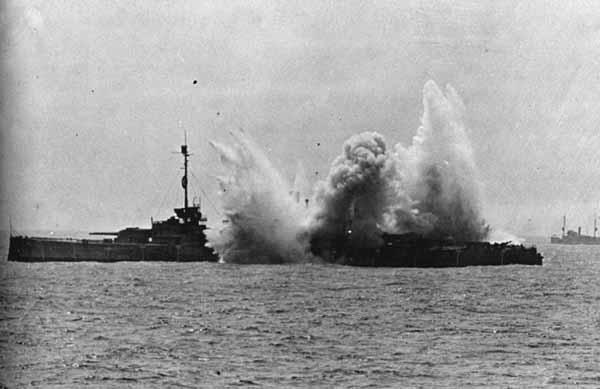
Treffer zwischen den achteren Geschütztürmen
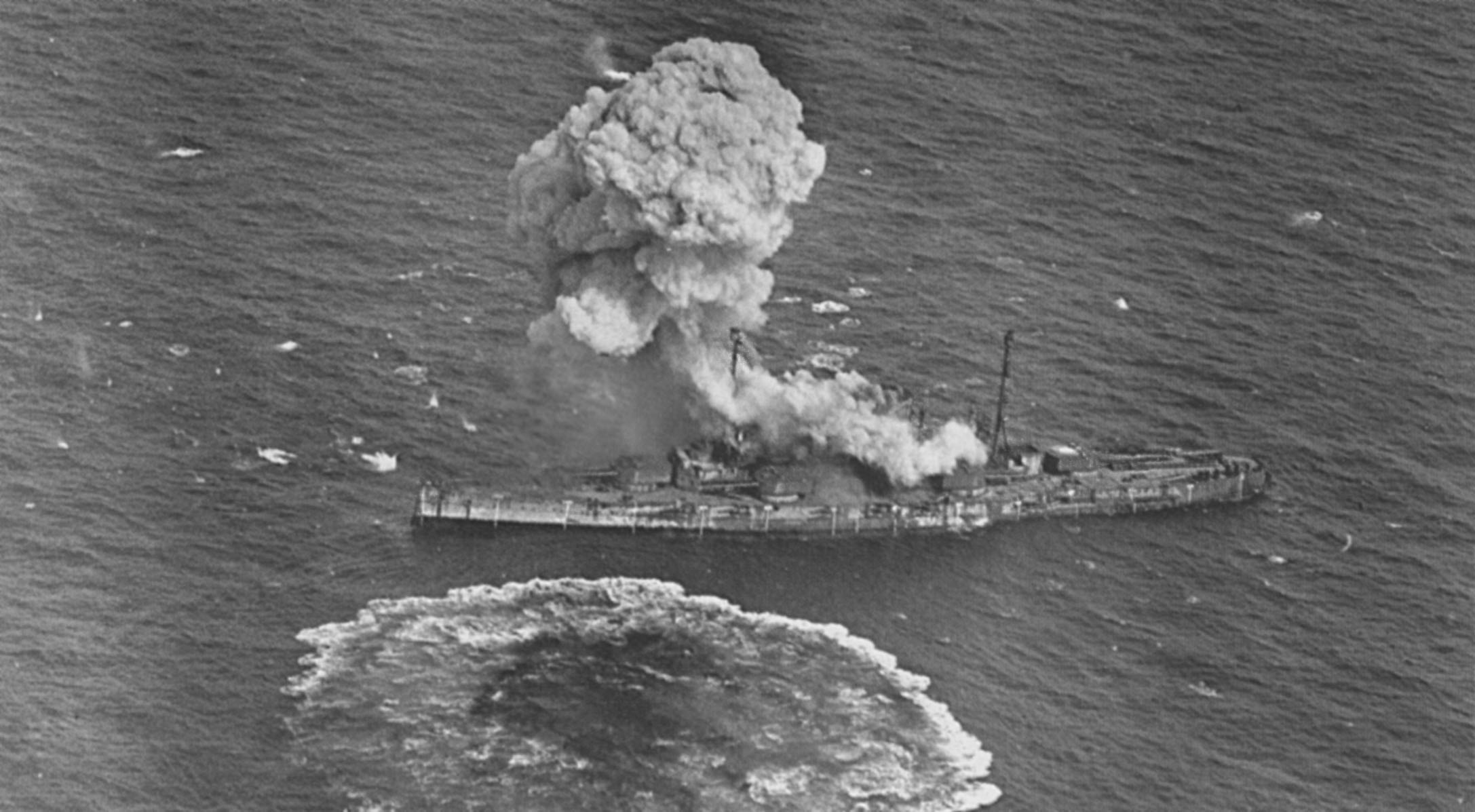
Bombentests, 1921
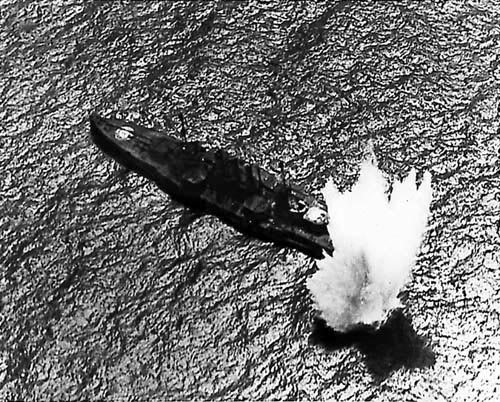
21. Juni 1921
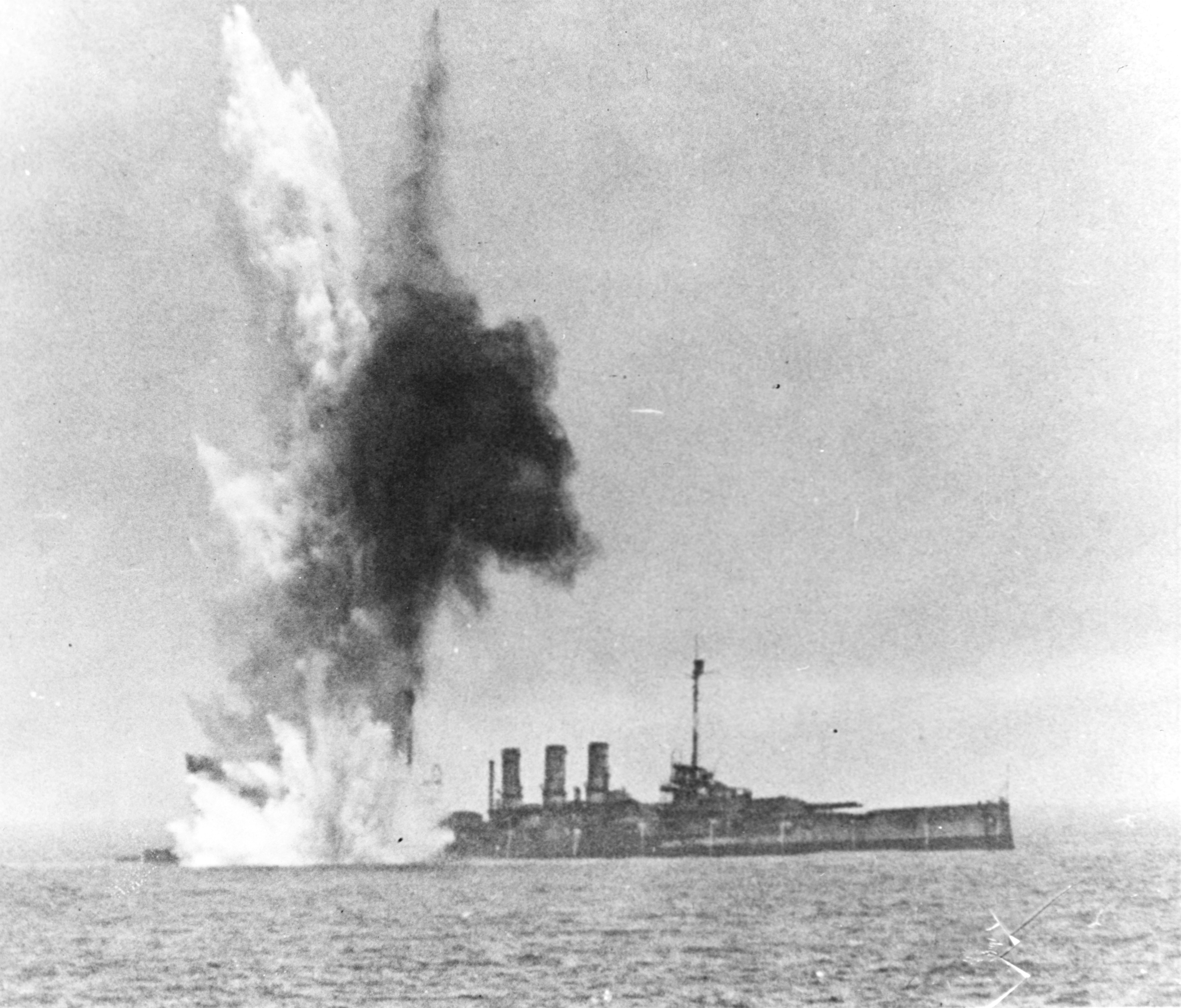
Treffer einer 1000-kg-Bombe
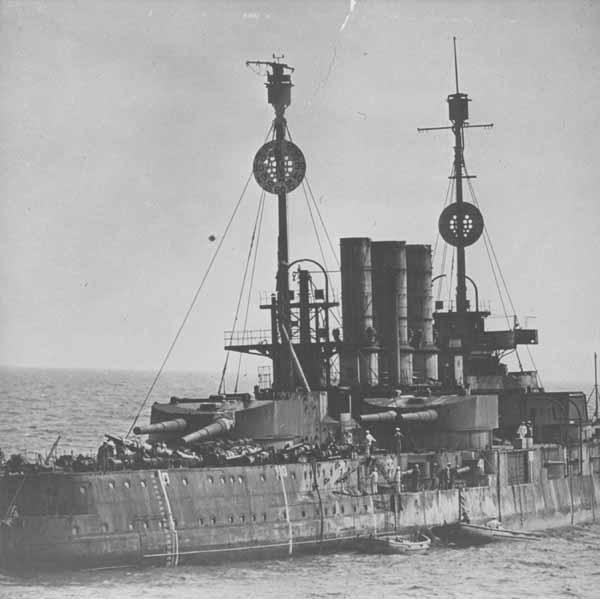
Inspekteure begutachten Bombenschäden
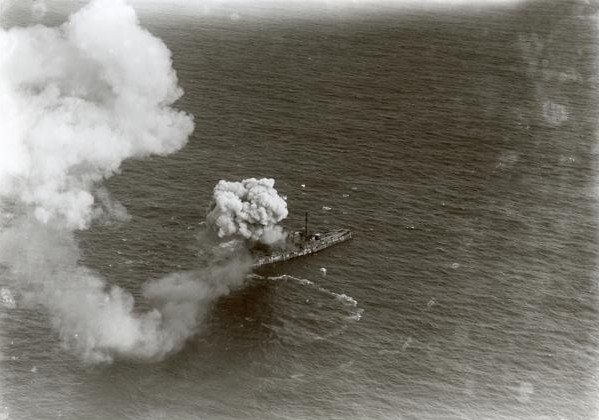
Treffer, Luftaufnahme
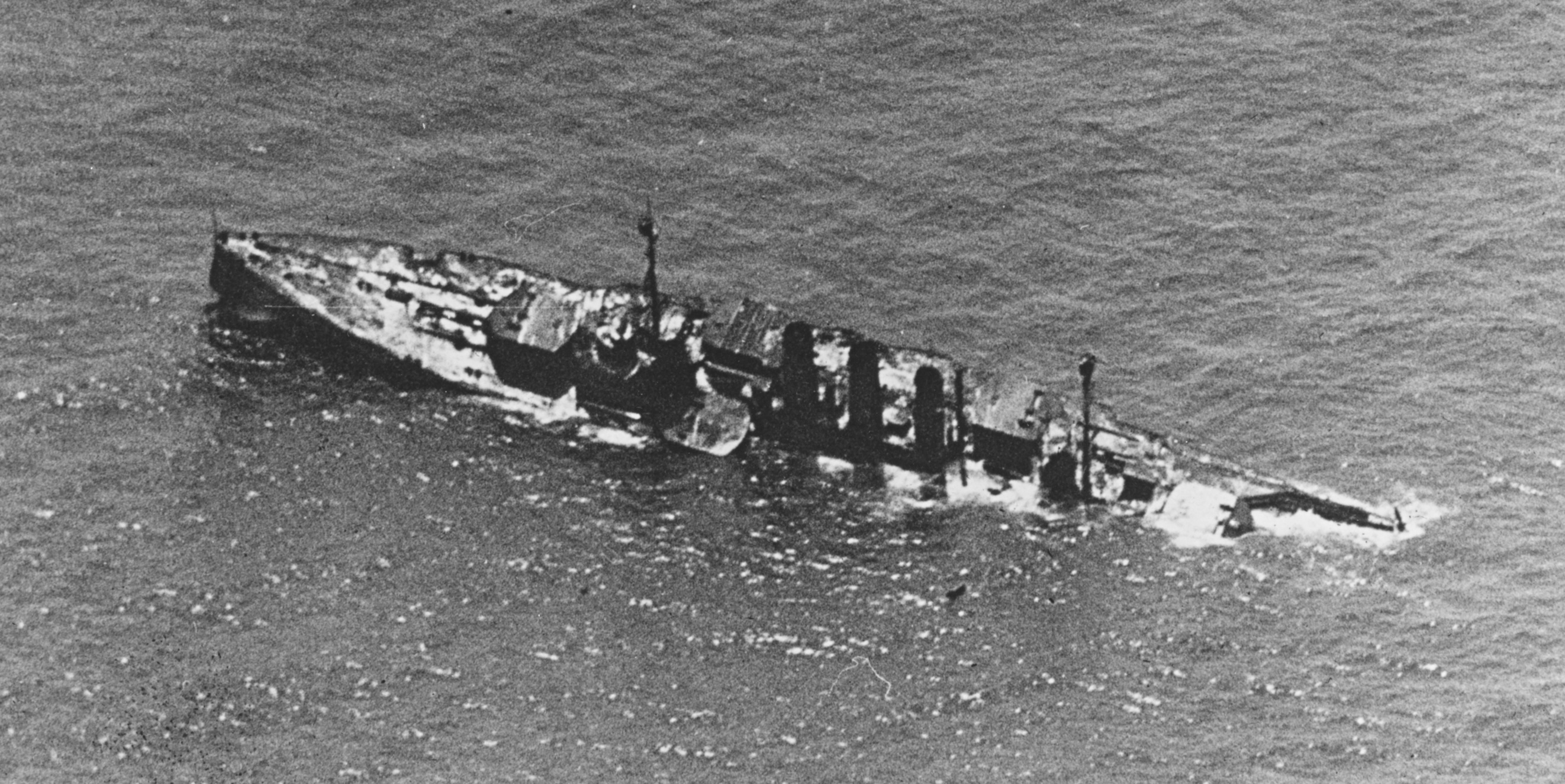
Sie sinkt
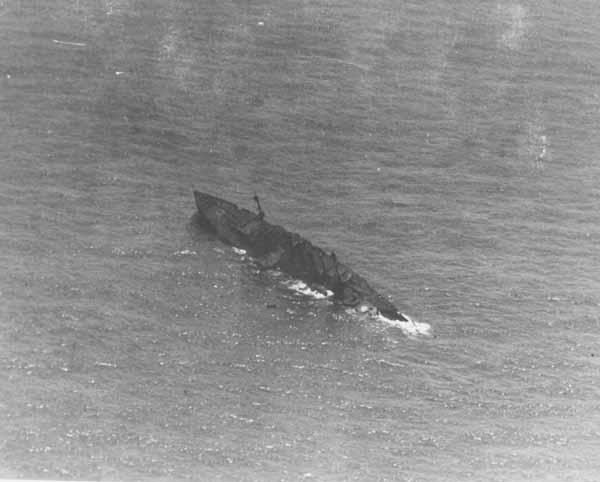
Das Ende

## Kommandanten
1. August 1911 bis 16. Dezember 1918
- Kapitän zur See Walter Engelhardt: von August 1911 bis August 1915
- Kapitän zur See Ernst-Oldwig von Natzmer: von August 1915 bis März 1918
- Kapitän zur See Hans Herr: von März 1918 bis Dezember 1918
- Kapitän zur See Karl Windmüller: Dezember 1918